# Drahotěšice
Drahotěšice (en allemand : Drahotieschitz) est une commune du district de České Budějovice, dans la région de Bohême-du-Sud, en Tchéquie. Sa population s'élevait à 327 habitants en 2023.

## Géographie
Drahotěšice se trouve à 12 km au nord-est de Hluboká nad Vltavou, à 18 km au nord-nord-est de České Budějovice et à 107 km au sud-sud-est de Prague.
La commune est limitée par Dolní Bukovsko au nord, par Neplachov à l'est, par Ševětín et Vitín au sud et par Hosín, Vlkov et Hluboká nad Vltavou à l'ouest.

## Histoire
La première mention écrite du village date de 1323.

## Galerie

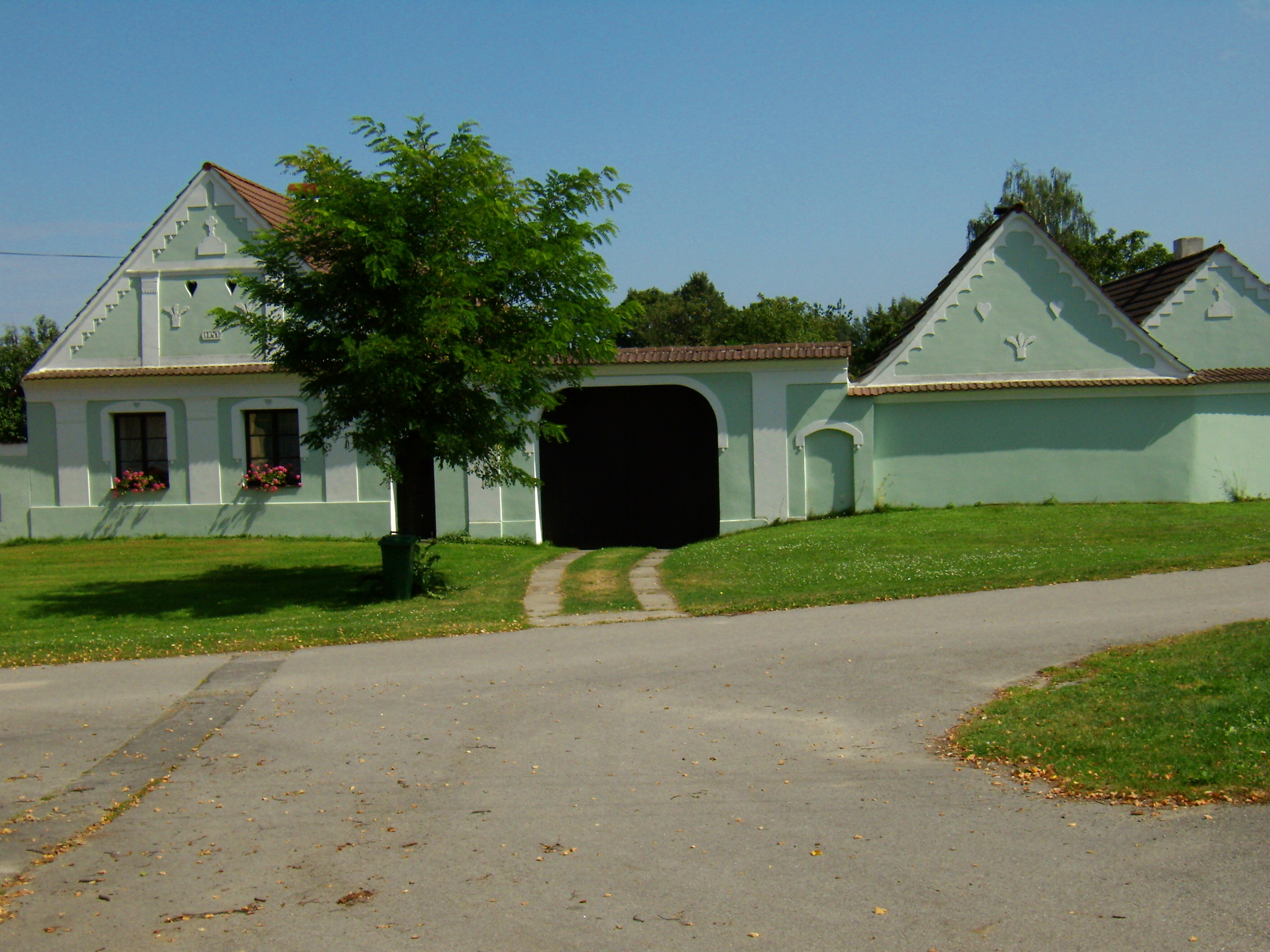
Maison à Drahotěšice.
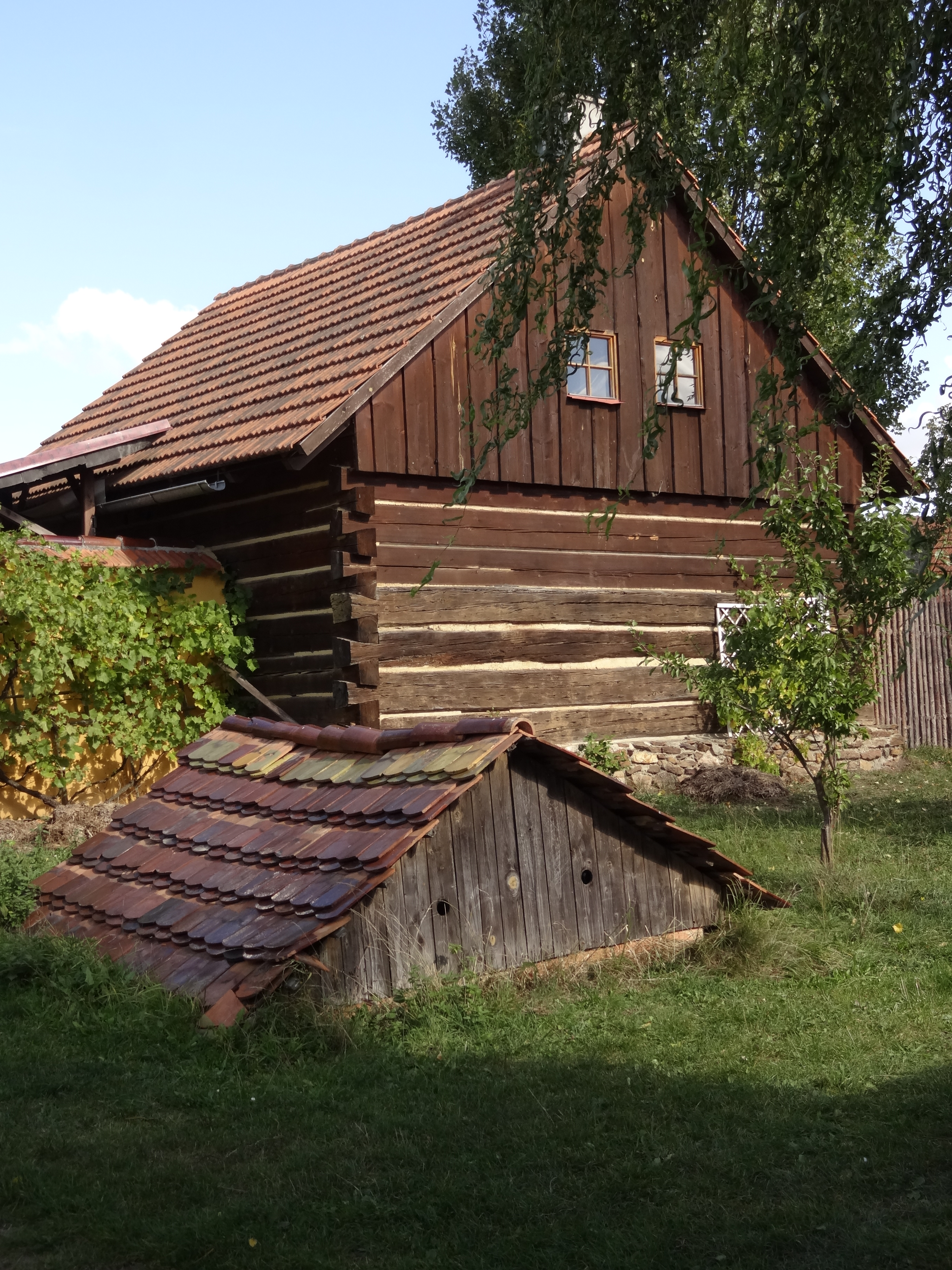
Maison en bois à Drahotěšice.

## Transports
Par la route, Drahotěšice se trouve à 17 km de Hluboká nad Vltavou, à 21 km de České Budějovice et à 135 km de Prague.